# Divize C 1990/1991
V soubojích 26. ročníku České divize C 1990/91 se utkalo 16 týmů dvoukolovým systémem podzim - jaro. Tento ročník začal v srpnu 1990 a skončil v červnu 1991.

## Nové týmy v sezoně 1990/91
Z 3. ligy 1989/90 nesestoupilo do Divize C žádné mužstvo. Z krajských přeborů postoupila vítězná mužstva ročníku 1989/90: SK Český Brod ze Středočeského přeboru a TJ VCHZ Pardubice "B" z Východočeského přeboru.Také sem bylo přeřazeno mužstvo SKP Spartak Hradec Králové "B" z Divize D

## Kluby podle přeborů
- Východočeský (5): TJ Lokomotiva Trutnov, TJ Tesla Pardubice, SKP Spartak Hradec Králové "B", TJ VCHZ Pardubice "B", TJ Spartak Choceň, TJ Jiskra Holice.
- Severočeský (1): TJ Slovan Elitex Liberec "B".
- Středočeský (3): SK Kutná Hora, SK Český Brod, AFK Kolín
- Pražský (5): TJ Slavoj Vyšehrad, TJ Uhelné sklady Praha, SK Aritma Praha, AC Sparta Praha "B", TJ Kompresory ČKD Praha.
- Jihočeský (1): TJ Spartak Pelhřimov.

## Výsledná tabulka
| Poř. | Tým                            | Z  | V  | R  | P  | VG | OG | B  |
| ---- | ------------------------------ | -- | -- | -- | -- | -- | -- | -- |
| 1.   | SKP Spartak Hradec Králové "B" | 30 | 17 | 10 | 3  | 61 | 23 | 44 |
| 2.   | SK Český Brod                  | 30 | 15 | 11 | 4  | 51 | 32 | 41 |
| 3.   | TJ Sparta Praha "B"            | 30 | 15 | 7  | 8  | 60 | 27 | 37 |
| 4.   | TJ VCHZ Pardubice "B"          | 30 | 11 | 9  | 10 | 43 | 35 | 31 |
| 5.   | TJ Lokomotiva Trutnov          | 30 | 9  | 13 | 8  | 31 | 33 | 31 |
| 6.   | SK Aritma Praha                | 30 | 9  | 12 | 9  | 42 | 40 | 30 |
| 7.   | TJ Spartak Pelhřimov           | 30 | 11 | 8  | 11 | 36 | 39 | 30 |
| 8.   | TJ Slovan Elitex Liberec "B"   | 30 | 9  | 10 | 11 | 23 | 29 | 28 |
| 9.   | TJ Jiskra Holice               | 30 | 11 | 6  | 13 | 43 | 51 | 28 |
| 10.  | AFK Kolín                      | 30 | 9  | 10 | 11 | 37 | 50 | 28 |
| 11.  | TJ Spartak Choceň              | 30 | 9  | 10 | 11 | 29 | 43 | 28 |
| 12.  | TJ Uhelné sklady Praha         | 30 | 10 | 7  | 13 | 43 | 55 | 27 |
| 13.  | TJ Tesla Pardubice             | 30 | 9  | 7  | 14 | 30 | 38 | 25 |
| 14.  | SK Sparta Kutná Hora           | 30 | 9  | 7  | 14 | 36 | 42 | 25 |
| 15.  | TJ Slavoj Vyšehrad             | 30 | 7  | 10 | 13 | 41 | 55 | 24 |
| 16.  | TJ Kompresory ČKD Praha        | 30 | 6  | 11 | 13 | 22 | 36 | 23 |

Poznámky:
- Z = Odehrané zápasy; V = Vítězství; R = Remízy; P = Prohry; VG = Vstřelené góly; OG = Obdržené góly; B = Body
- O pořadí klubů se stejným počtem bodů rozhodly vzájemné zápasy.

|  | Postup do ČFL 1991/92                           |
|  | Sestup do příslušného krajského přeboru 1991/92 |